# Стонтон (Индијана)
Стонтон (енгл. Staunton) град је у америчкој савезној држави Индијана.

## Демографија
По попису из 2010. године број становника је 534, што је 16 (-2,9%) становника мање него 2000. године.
| Група             | 2000.       | 2010.       |
| Белци             | 540 (98,2%) | 522 (97,8%) |
| Афроамериканци    | 0 (0,0%)    | 0 (0,0%)    |
| Азијати           | 3 (0,5%)    | 0 (0,0%)    |
| Хиспаноамериканци | 3 (0,5%)    | 11 (2,1%)   |
| Укупно            | 550         | 534         |